# Кавське абатство Святої Трійці
Ка́вське аба́тство Свято́ї Трі́йці (лат. Abbatia Territorialis Sanctissimae Trinitatis Cavensis) — католицьке бенедиктинське абатство в Італії, провінції Салерно, муніципалітеті Кава-де-Тіррені. Назване на честь Святої Трійці. Засноване 1011 року ченцями з Клюні. За понтифікату Урбана II стало безпосередньо підпорядковуватися Святому Престолу. 1394 року папа Боніфацій IX статус територіального абатства рівного діоцезії, в якому абат отримував права єпископа. Закритий в часи панування Наполеона. Реставроване 1796 року. Бібліотека абатства має статус національної й зберігає цінні джерела-рукописи, які датуються від VIII століття. Також — Ка́вське аба́тство (італ. Badia di Cava).